# Avetrana
Avetrana község (comune) Olaszország Puglia régiójában, Taranto megyében.

## Fekvése
A Salentói-félsziget központi részén fekszik, az egykori Via Traiana mentén, mely az ókorban Tarantót Otrantóval kötötte össze.

## Történelem
A település első írásos emléke 1481-ből származik. Ekkor Vetrana néven a Montefuscoli nemesi család birtoka volt. Az ő jóvoltukból épült fel a település első temploma, valamint a védőfalak. 1547-ben török kalózok kifosztották. 1587-ben az Albrizi család, majd 1656-ban a francavillai hercegek tulajdonába került. A település önállóságát 1806-ban nyerte el, amikor a Nápolyi Királyságban felszámolták a hűbéri rendszert.

## Népessége
A népesség számának alakulása:

## Főbb látnivalói
- Torrione – a település egykori erődítményének romjai, mely valószínűleg a normannok uralkodása idején épült a 11. században
- San Giovanni Battista – a település első temploma, mely a 15. században épült.
- Palazzo Imperiali – a település egykori hűbéri urainak a palotája